# 7278 Shtokolov
7278 Shtokolov è un asteroide della fascia principale. Scoperto nel 1985, presenta un'orbita caratterizzata da un semiasse maggiore pari a 3,1484436 UA e da un'eccentricità di 0,1913674, inclinata di 6,97371° rispetto all'eclittica.